# Точка відліку (фільм, 2015)
«Точка відліку» (пол. «Punkt wyjscia») — польський документальний короткометражний фільм, знятий Міхалом Шчесняком. Стрічка є однією із десяти з-поміж 74 заявлених, що увійшли до шортлиста премії «Оскар-2016» у номінації «найкращий документальний короткометражний фільм». Фільм розповідає про жінку на ім'я Анета, яка у 19 років сіла до в'язниці за вбивство, а через дев'ять років доглядає за людьми похилого віку.

## Визнання
| Нагороди та номінації фільму «Точка відліку» | Нагороди та номінації фільму «Точка відліку» | Нагороди та номінації фільму «Точка відліку»                              | Нагороди та номінації фільму «Точка відліку» | Нагороди та номінації фільму «Точка відліку» | Нагороди та номінації фільму «Точка відліку» |
| Рік                                          | Кінопремія / Кінофестиваль                   | Категорія / Нагорода                                                      | Номінант                                     | Результат                                    |                                              |
| -------------------------------------------- | -------------------------------------------- | ------------------------------------------------------------------------- | -------------------------------------------- | -------------------------------------------- | -------------------------------------------- |
| 2015                                         | Міжнародний кінофестиваль Camerimage         | Ґран-прі «Золота жаба» за найкращий документальний короткометражний фільм | «Точка відліку»                              | Перемога                                     |                                              |
| 2015                                         | Docudays UA                                  | Найкращий документальний короткометражний фільм                           | «Точка відліку»                              | Перемога                                     |                                              |
| 2015                                         | Міжнародний кінофестиваль «Санденс»          | Найкращий короткометражний фільм                                          | «Точка відліку»                              | Номінація                                    |                                              |
| 2015                                         | Кінофестиваль Młodzi                         | Найкращий документальний короткометражний фільм                           | «Точка відліку»                              | Перемога                                     |                                              |